# Marthe Wéry
Marthe Wéry (* 26. April 1930 in Etterbeek; † 8. Februar 2005 in Brüssel) war eine belgische Künstlerin.

## Leben und Werk
Wéry wurde 1930 im belgischen Etterbeek geboren. Ihre künstlerische Ausbildung erhielt sie an der Grande Chaumière in Paris und in Stanley William Hayters Atelier 17 und beschäftigte sich mit Radierung und Aquatinta. Sie war Dozentin am Institut Saint-Luc in Brüssel. Mit Robert Ryman und Agnes Martin ist sie eine Vertreterin der analytischen Malerei und des Minimalismus. Bekannt wurde sie durch ihre monochromen Gemälde, die sie in objekthaften Installationen präsentierte.
Einige ihrer Vorbilder waren: Kasimir Malewitsch, Piet Mondrian und Władysław Strzemiński. Während einer Reise nach Amerika entdeckte sie für sich den Minimalismus.
Während der Regierungszeit von Albert II. erhielt sie mit anderen ausgewählten Künstlern den Auftrag, den Königlichen Palast mit zeitgenössischer Kunst auszustatten. Die Werke von Marthe Wéry, Jan Fabre, Dirk Braeckman und Patrick Corillon können dort Anfang jeden Sommers besichtigt werden, wenn der Palast für Besucher geöffnet wird.
2004 bekam sie den Leopoldsorden (Belgien) verliehen.

## Ausstellungen (Auswahl)
- 1975: Fundamentelle Malerei, Stedelijk Museum, Amsterdam
- 1977: documenta 6, Kassel
- 1982: 40. Biennale von Venedig
- 1985: 18. Biennale von São Paulo
- 1992: Dump Painting, Centraal Museum Utrecht
- 2004: Les Couleurs du monochrome – Marthe Wéry, Musée des Beaux-Arts de Tournai
- 2005: 51. Biennale von Venedig
- 2006: Retrospective Marthe Wéry, Musée des beaux-arts de Rouen
- 2009:  Künstlerinnen aus der Sammlung des Musée National d’Art Moderne, Centre Pompidou, Paris
- 2011: Retrospective Marthe Wéry, Kunstmuseum Den Haag
- 2017: Oeuvres, recherches et documents dans les collections du BPS22, BPS22 - Musée d’art de la Province de Hainaut, Charleroi
- 2017/18: Marthe Wéry – Sophistication on Paper, Kunstmuseum Den Haag

## Interview
- Marthe Wéry, Interview mit Irmeline Lebeer in: Jo Delahaut, Jacques Charlier, Jörg Madlener, Didier Vermeiren, Marthe Wéry, Sao Paulo, Biënnale von Sao Paulo, 1985, S. 66–77.
- Jʼai envie dʼ échapper à la forme définitive. Interview mit Irmeline Lebeer  in: Marthe Wéry, Peinture, Venise 82, Brussels, éditions Lebeer Hossmann, 1982 zur Biennale von Venedig, Belgischer Pavillon, 1982, S. 1–11.